# Karlstad
Karlstad (em sueco: Karlstad;  ouça a pronúncia) ou Carlostádio[a] (em latim: Carolostadium) é uma cidade portuária do centro da Suécia, localizada na província da Värmland.
Está situada no sul da Värmland, no delta do rio Clar (Klarälven), no sítio onde este desagua na margem norte do lago Vänern.
Tem como símbolo o Sol, e é conhecida como uma das cidades suecas com mais horas de sol durante o ano. 
Possui 30,43 quilômetros quadrados e segundo censo de 2021, havia 67 122 habitantes.
É a sede da comuna de Karlstad e a capital do condado da Värmland. 

## Etimologia e uso
Karlstad (”Cidade de Karl”) foi fundada em 1584, tendo então recebido o nome do duque Karl, o futuro rei Carlos IX da Suécia (Karl IX). 

Em textos em português costuma ser usada a forma original Karlstad. 

| “ | Karlstad é uma cidade da província da Värmland…                                                                   | ” |
|   | — Hémilly dos Santos Batista, Noruega: um estado de paz – análise da tradição pacifista norueguesa (1814 – 1970). |   |

## Comunicações
A cidade de Karlstad é atravessada pela estrada europeia E18, com ligação a Årjäng e Estocolmo. A 27 km a sudoeste de Karlstad, na pequena cidade de Grums, a E45 (com ligação a Gotemburgo e Karesuando) cruza a E18.

Nesta cidade começam as estradas nacionais 61 (para Charlottenberg e depois para a Noruega), 62 (para Långflon e depois para a Noruega) e 63 (para Ludvika).

Karlstad tem ligação ferroviária a Gotemburgo, Oslo e Estocolmo.
 
Dispõe do aeroporto internacional de Karlstad, a 18 km a noroeste do centro de Karlstad.

## Educação
Karlstad dispõe de uma universidade - a Universidade de Karlstad.

A cidade de Karlstad possuí escolas de ensino básico e secundário, e dispõe igualmente de educação de adultos (Komvux), de ensino superior popular (folkhögskola), de ensino técnico superior profissional (yrkeshögskola) e de ensino superior.  

#### Universidades
- Universidade de Karlstad (Karlstads universitet)

#### Ensino técnico superior profissional
- Centro Técnico de Karlstad (Karlstads teknikcenter) [13]

#### Ensino superior popular
- Escola Superior Popular de Molkom (Molkoms folkhögskola ) [14]

## Património
A cidade dispõe de um património turístico e cultural, onde pode ser destacado:

- Museu da Värmland (Värmlands museum; história e arte da província da Värmland)
- Floresta de Marieberg (Mariebergsskogen; parque da cidade)
- Universidade de Karlstad[15]
- Catedral de Karlstad[16]
- Hospital Central de Karlstad

## Desporto
Entre os desportos mais em destaque em Karlstad, estão o hóquei no gelo, o futebol, o curling, o atletismo e o futebol americano.

Como clubes mais cotados da cidade, estão o Färjestads BK (hóquei no gelo), o IF Karlstad Fotboll (futebol), o Karlstads CK (curling), o IF Göta (atletismo) e o Carlstad Crusaders (futebol americano)

A Löfbergs Arena (hóquei no gelo), a Sola Arena (futebol americano, futebol e atletismo) e a Tingvalla IP (atletismo, futebol) costumam ser indicadas entre as suas arenas desportivas mais importantes.

### Clubes
- Färjestads BK (hóquei no gelo)
- IF Karlstad Fotboll (futebol)
- Karlstads CK (curling)
- IF Göta (atletismo)
- Carlstad Crusaders (futebol americano)

### Arenas desportivas
- Löfbergs Arena (hóquei no gelo)
- Tingvalla IP (atletismo, futebol)
- Sola Arena (futebol americano, futebol e atletismo)

### Trilhos pedestres e de bicicleta
- Klarälvsbanan (Trilho de bicicleta; 90 km entre Karlstad e Uddeholm)

## Personalidades ligadas a Karlstad
- Nils Ferlin, poeta popular [20]
- Gustaf Fröding, poeta
- Zarah Leander, cantora e atriz
- Rikard Wolff, ator

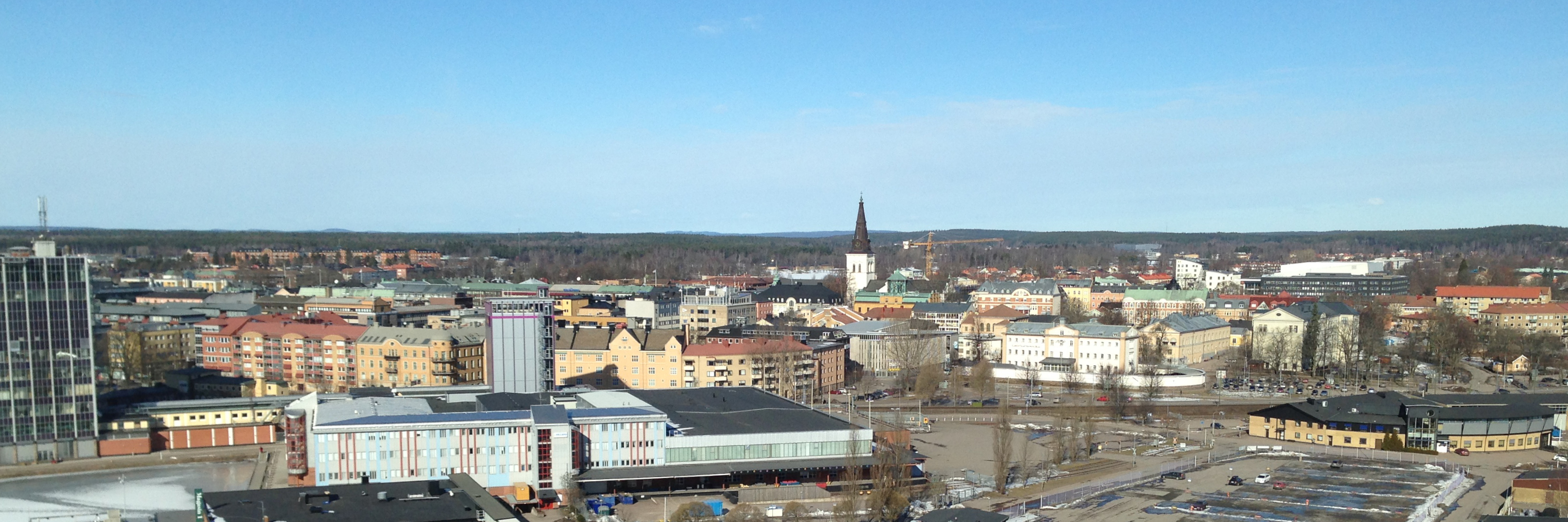
Vista panorâmica da cidade

## Galeria

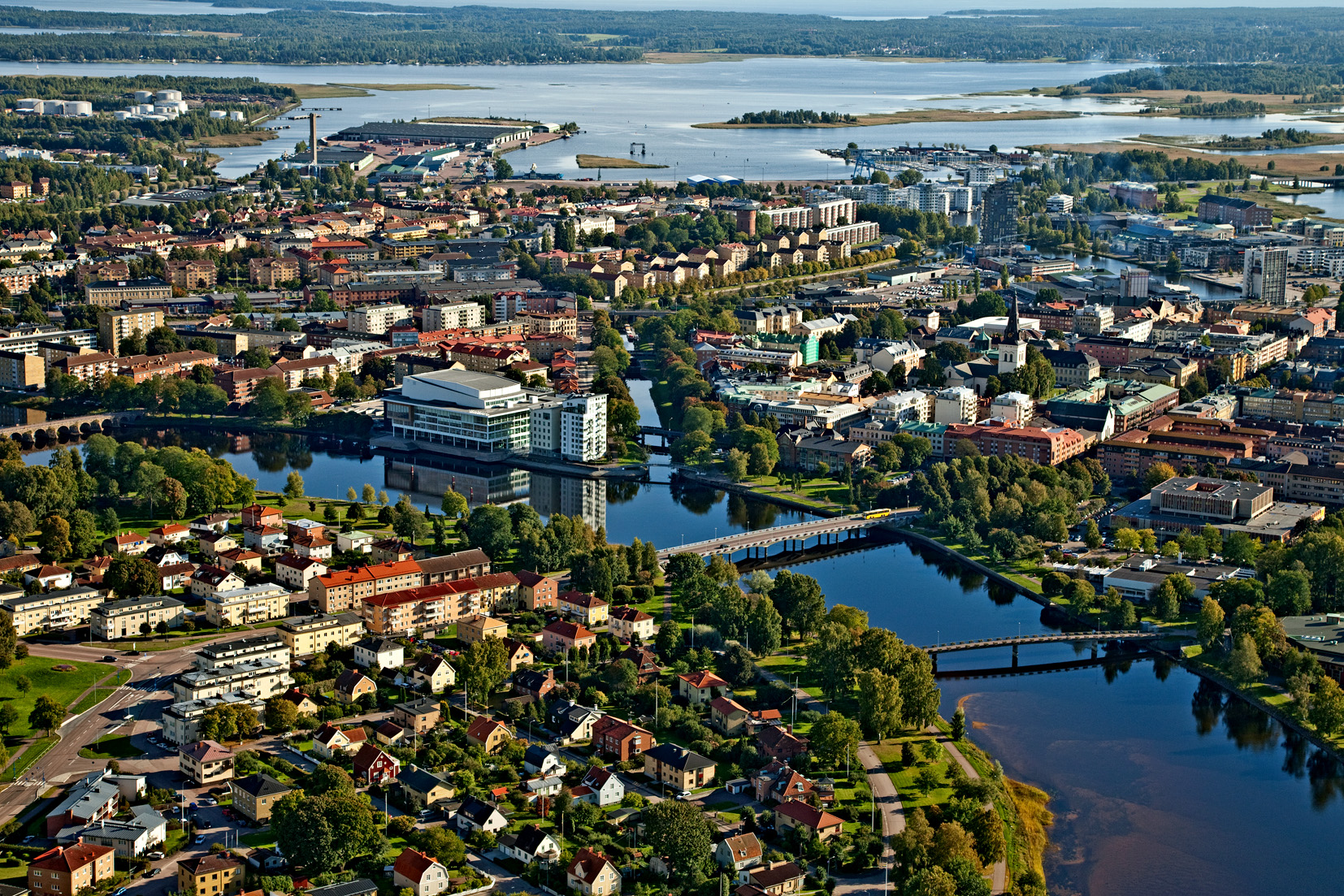
Vista  da cidade
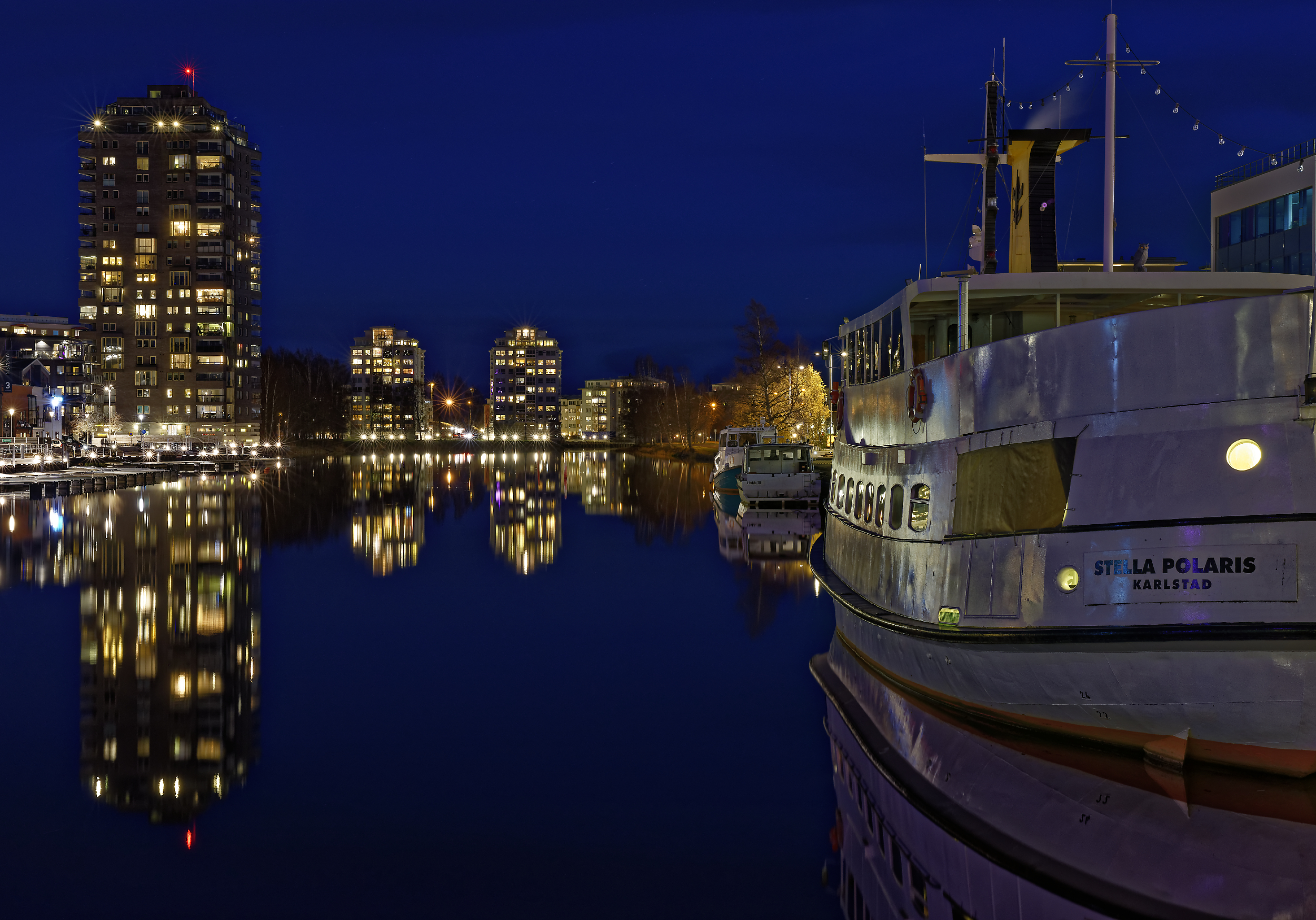
Porto da cidade
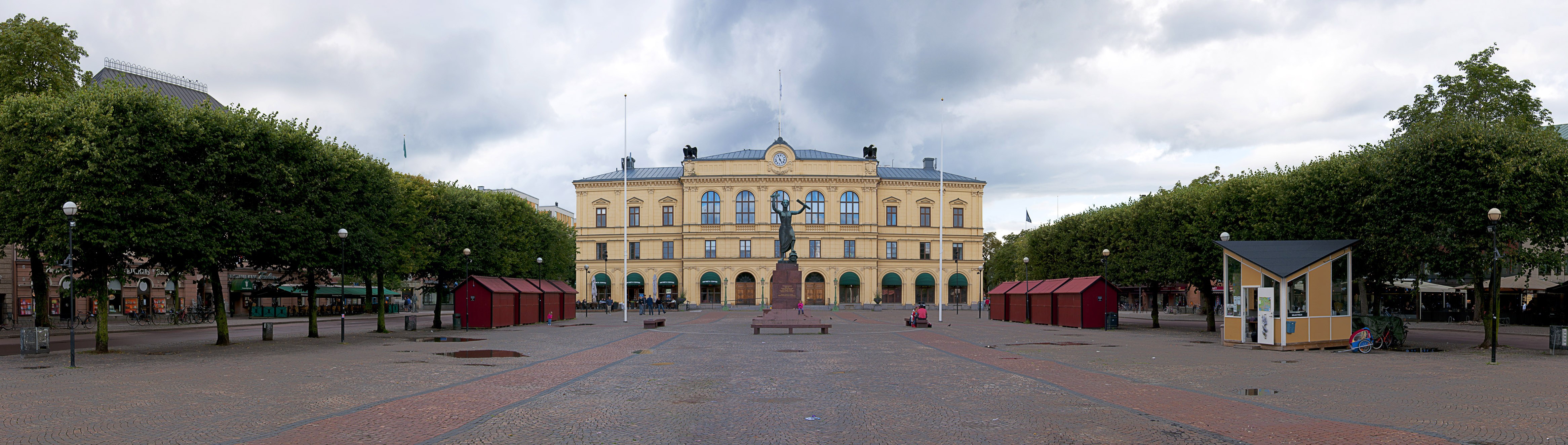
A praça Stora torget
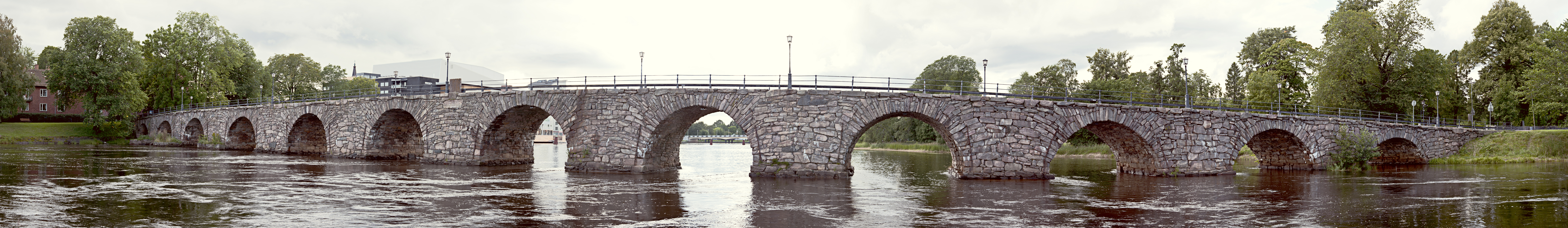
A ponte Östra bron
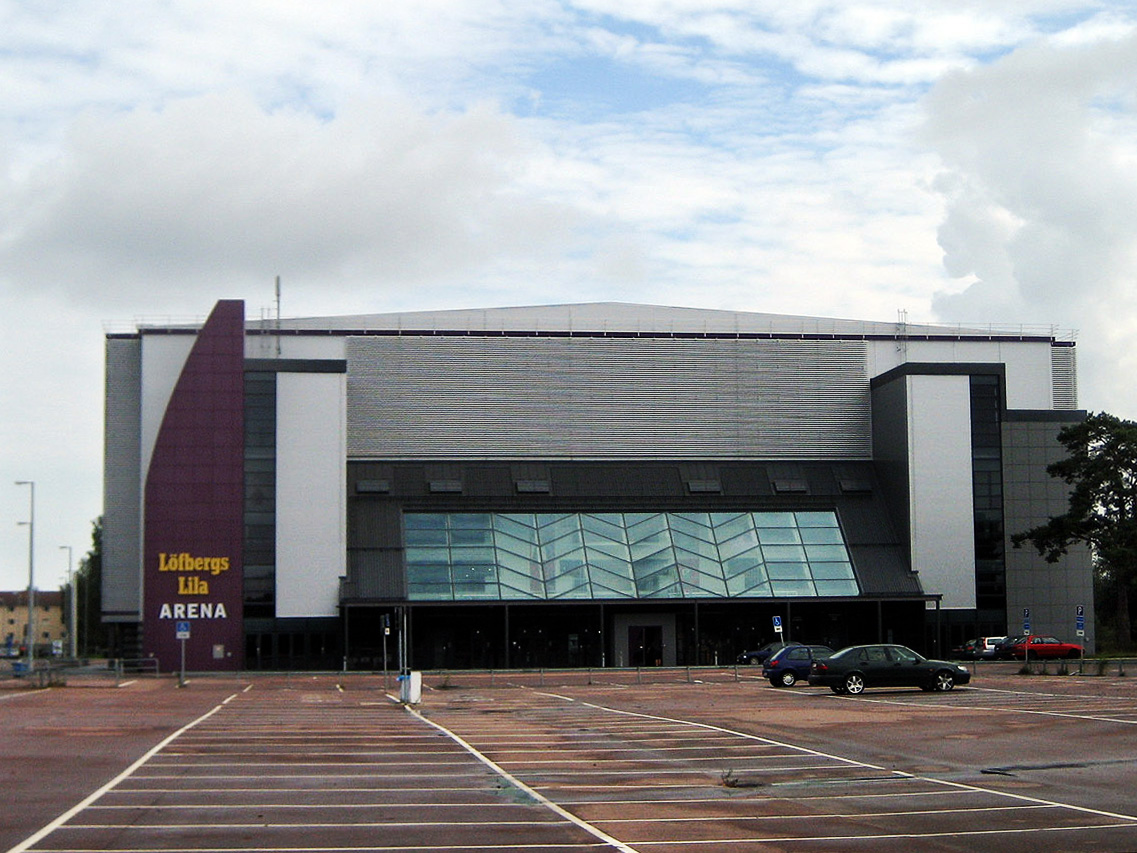
Arena de hóquei no gelo
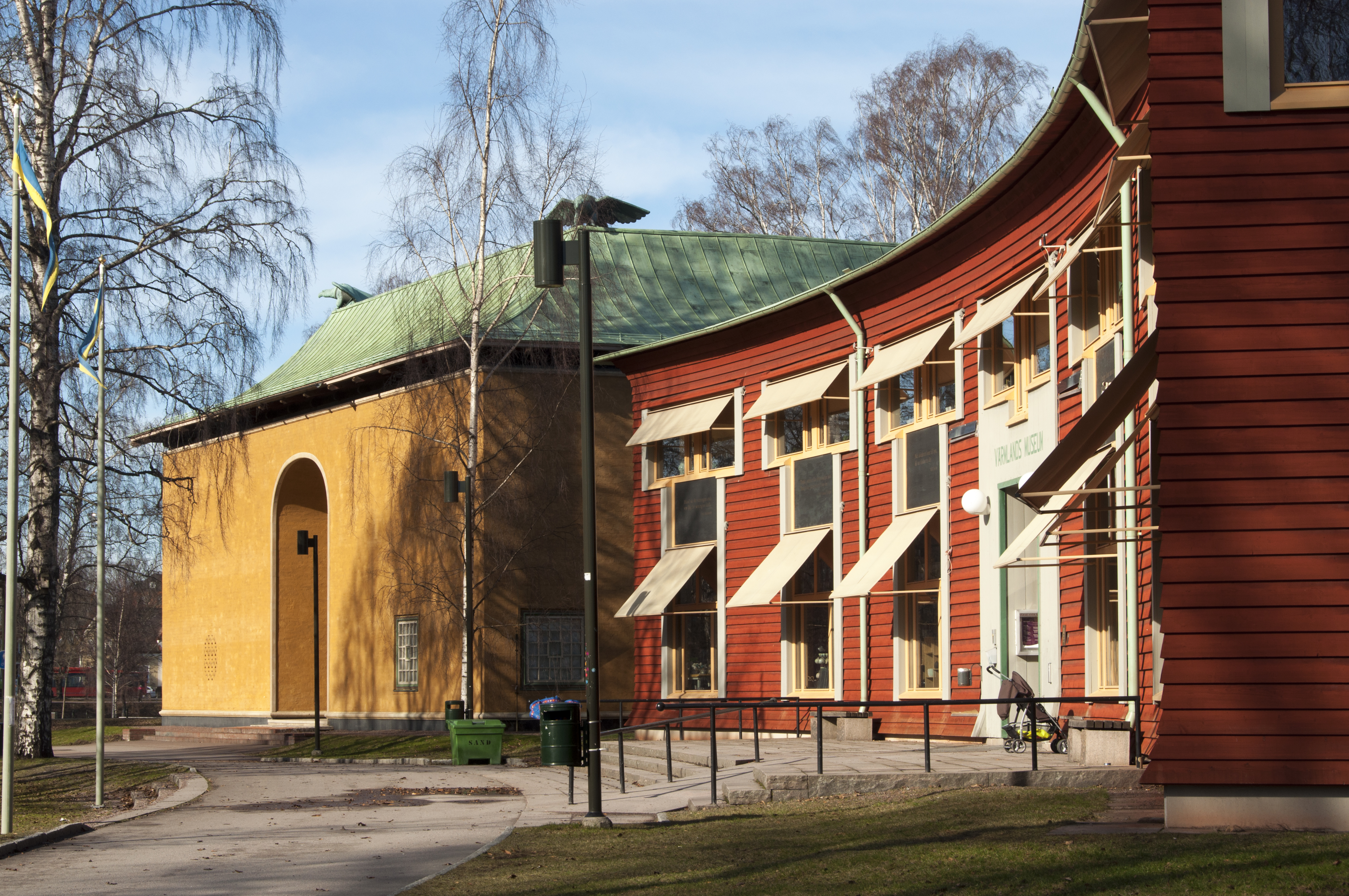
Museu da Värmland